# Lace and Whiskey
Lace and Whiskey är ett musikalbum av Alice Cooper släppt maj 1977 på Warner Bros. Records. Under det sena 1970-talet hade Cooper hits med många lugnare ballader, en typisk sådan finns här "You and Me" som nådde #9 på Billboards popsingellista. Producerade gjorde Bob Ezrin.

## Låtlista
Samtliga låtar skrivna av Alice Cooper, Dick Wagner och Bob Ezrin, där annat inte anges.
1. "It's Hot Tonight" - 3:21
2. "Lace and Whiskey" - 3:13
3. "Road Rats" - 4:51
4. "Damned If You Do" - 3:13
5. "You and Me" (Alice Cooper/Dick Wagner) - 5:09
6. "King of the Silver Screen" - 5:35
7. "Ubangi Stomp" (Chas Underwood) - 2:12
8. "(No More) Love at Your Convenience" - 3:49
9. "I Never Wrote Those Songs" - 4:33
10. "My God" - 5:40